# Меєр Шейшель
Меєр Шейшель (фр. Meyer Cheychel; ім'я при народженні — Шейхель Марк Ізраїлович; 1890-1942)— український та французький художник.

## Біографія
Народився 1890 року у Володимирі-Волинському. В 1910 році приїхав в Санкт-Петербург, де влаштувався без посвідки на проживання і перебивався випадковими заробітками. Навчався в школі Єлизавети Званцевої у Леона Бакста (одночасно з Марком Шагалом). У ранній період писав картини, присвячені традиційному життю хасидів («Молитва в синагозі», «Містечко на Волині» та ін.). У роки Першої світової війни працював на одному з російських військових заводів.
На початку 1918 року переїхав до Києва. Увійшов в київську Культур-Лігу. Навесні 1918 року з групою її художників побував у творчому відрядженні в Криму.
У 1922 році емігрував до Франції, жив у Монружі, під Парижем. У перші роки існував на благодійну стипендію. Був близький до кола художників Монпарнаса. У 1939 році провів персональну виставку в паризькій галереї «Equipe».
У 1942 році був заарештований гестапо, укладений в табір Дрансі, потім етапований в Аушвіц (Освенцим), де загинув.
У 1955 році роботи експонувалися на виставці художників і скульпторів, які загинули в депортації в галері Zak (влаштована Музеєм єврейського мистецтва в Парижі), в 2007 — на виставці «Культур-Ліга. Художній авангард 1910-1920-х рр.» в Національному художньому музеї України в Києві.